# You Know What to Do
You Know What to Do (englisch für: Du weißt, was zu tun ist) ist ein Lied der britischen Band The Beatles, das 1995 auf ihrem Kompilationsalbum Anthology 1 veröffentlicht wurde. Komponiert wurde es von George Harrison.

## Hintergrund
You Know What to Do ist nach Don’t Bother Me vom 1963er Album With the Beatles George Harrisons zweite Komposition. Es ist nicht dokumentiert, ob es geplant war das Lied als 14. Titel für das Album A Hard Day’s Night zu verwenden.
You Know What to Do wurde von den Beatles nie vollständig für EMI aufgenommen oder einem anderen Künstler angeboten. Erst im Jahr 1991 wurde bekannt, dass am 3. Juni 1964 eine Aufnahmesession des Liedes stattfand, die Aufnahmebänder wurden im Jahr 1993 wiederentdeckt.

## Aufnahme der Beatles
Am Morgen des 3. Juni 1964 bemerkte Ringo Starr während einer Fotosession mit den Beatles eine Mandelentzündung, sodass er für die anstehende Tournee, die am nächsten Tag in Kopenhagen beginnen sollte, ersetzt werden musste. So wurde kurzfristig von Brian Epstein der Studiomusiker Jimmy Nicol engagiert, der dann mit den drei Beatles in den Abbey Road Studios zwischen 15 und 16 Uhr sechs Lieder probte.
Eine weitere Aufnahmesession fand zwischen 17:30 und 21:30 Uhr statt, in der drei Probeaufnahmen (Demos) ohne einen Schlagzeuger eingespielt wurden. Produzent der Aufnahmen war George Martin, Norman Smith war der Toningenieur. Als erstes Lied wurde die Harrison-Komposition You Know What to Do eingespielt. Es ist ebenfalls nicht dokumentiert, in welcher Besetzung die Lieder eingespielt wurden. Ian MacDonald schreibt in seinem Buch Revolution in the Head, dass George Harrison das Lied allein einspielte, markierte es aber mit einem Fragezeichen. Andere Quellen (Mark Lewisohn: The Complete Beatles Chronicle, CD-Begleitbuch zu Anthology 1) führen aus, dass die drei Aufnahmen als Gruppe eingespielt wurden.
Besetzung:
- John Lennon: Tamburin
- Paul McCartney: Bass
- George Harrison: Rhythmusgitarre, Gesang

oder:
- George Harrison: Rhythmusgitarre, Bass, Tamburin, Gesang

Als zweites Lied wurde die Lennon/McCartney-Komposition It`s For You aufgenommen, die Cilla Black überlassen wurde. Das dritte Demo war No Reply, das während der Aufnahmen zum Album Beatles for Sale neu eingespielt wurde.

## Veröffentlichung
Am 21. November 1995 wurde You Know What to Do auf dem Kompilationsalbum Anthology 1 veröffentlicht.